# Unique Identifier Header
Pour les articles homonymes, voir UIDH.
Le Unique Identifier Header ou UIDH est une technologie numérique d'identification constituée d'un identifiant unique d'environ 50 lettres, chiffres et symboles qui permet de suivre la navigation sur internet d'un utilisateur. Beaucoup plus efficace que le cookie, elle est mise en place au niveau du fournisseur d'accès à Internet et constitue pour ce dernier un moyen d'établir un profilage de ses utilisateurs à des fins marketing. Cette technologie a été testée par l'opérateur américain Verizon sur son réseau (qui compte près de 123 millions d'utilisateurs) pendant plus de deux ans, à l'insu de ses utilisateurs, sans que ces derniers ait la possibilité de sortir volontairement du programme (opt-out).